# Jean-Baptiste Djebbari
Jean-Baptiste Djebbari (nascido em 26 de fevereiro de 1982, Melun, Ilha de França, França) é um alto funcionário e político francês.
Em 3 de setembro de 2019, foi nomeado Ministro dos Transportes.
Membro da La Republique en Marche!, é membro do segundo círculo eleitoral do departamento de Alto Vienne desde 2017. Na Assembleia Nacional, é membro da Commission du Développement durável et de l'Aménagement du territoire, em onde ocupa até 2019 como coordenador do grupo LREM.
Nomeado ministro delegado responsável pelos transportes no novo governo Jean Castex (3 de julho de 2020).
Formou-se na ENAC e na Escola Politécnica.